# Americana (programa de televisión)
Americana era un programa de concursos emitido por la cadena de televisión estadounidense NBC desde el 8 de diciembre de 1947 hasta el 4 de julio de 1949. Era presentado inicialmente por el crítico literario John Mason Brown y producido por Martin Stone Productions en conjunto con NBC Television.

## Formato
El concurso de conocimientos, cuyo eslogan era "Your program about your country" (en español: Su programa acerca de su país), involucraba a cinco concursantes (originalmente adultos, fueron cambiados por estudiantes de secundaria en marzo de 1949) que debían responder preguntas enviadas por los televidentes acerca de la historia de Estados Unidos. Un panel de tres actores realizaban breves caracterizaciones (con uno o más actores en escena), luego de lo cual los concursantes trataban de responder las preguntas.

## Presentadores
El 21 de enero de 1948, Brown fue reemplazado por el compositor y crítico musical Deems Taylor, que sólo presentó ese episodio y el del 28 de enero. El 4 de febrero fue reemplazado por Ben Grauer, quien era reconocido por presentar Information Please en NBC Radio desde 1938.
En 1949, Vivian Ferrer acompañó a Grauer como copresentadora hasta que el programa fue cancelado.

## Auspiciador
El programa de cada semana era auspiciado por Encyclopedia Americana.

## Estado de los episodios
Americana fue uno de los primeros programas en ser víctimas del borrado de sus grabaciones, un proceso que se continuó en las tres grandes cadenas televisivas hasta fines de los años 70.
El episodio del 14 de marzo de 1949 se conserva en el Archivo de Cine y Televisión de la Universidad de California en Los Ángeles, y se ha confirmado que aquella es la grabación más antigua que se tenga registro de un concurso televisivo. Michael Keane, Dan Roberts, y Oscar Brand eran los actores; Elliot Mendelson, Vivian Frost, Elizabeth Mulligan, Joan Moran, y Michael Drake eran los concursantes. Vivian Ferrer no es mencionada como copresentadora, indicando que ella no había sido contratada hasta aquel momento.